# Bryan Visbal
Bryan Visbal (Nueva York, 9 de agosto de 1985) es un músico, cantante y compositor colombiano que es el ex vocalista de la banda Los de Adentro.

## Biografía
Bryan Visbal nació en la ciudad de Nueva York el 9 de agosto de 1985, hijo de Martha Iglesias y Ricardo Visbal. Procedente de una familia muy conocida en la ciudad de Barranquilla, Colombia, en un grupo musical llamado "Colores del Tiempo", integrado por todos los hermanos Visbal Rosales.

### Factor X
Bryan Visbal junto a su banda "Los Fotones" se volvieron parte del reality show Factor X. Se metió entre los últimos 7 participantes cuando fue eliminado. Después de 6 meses recibió una propuesta para convertirse en el cantante principal de "Los de Adentro", que aceptó.

## Carrera musical
En 2007 ingresó para formar parte de la reconocida banda de rock colombiana "Los de Adentro" con la que interpretó una canción llamada "Se Apaga el Silencio". Cuatro de las canciones se postularon en primer lugar en las emisoras nacionales. El álbum fue producido por la banda en ese momento que estaba formada por Eliuth Martinez, Johann Daccarett y Bryan Visbal. La coproducción de "Mira" estuvo formada por Einar Scaff, creador de la fusión de ritmos con rock. Junto a "Los de Adentro" editó un segundo disco como LDA, siendo una reedición del disco.
En 2010, Visbal dejó la banda para seguir una carrera en solitario.